# Морено-и-Майсонаве, Хуан де ла Круз Игнасио
Хуан де ла Круз Игнасио Морено-и-Майсонаве (исп. Juan de la Cruz Ignacio Moreno y Maisonave; 24 ноября 1817, Гватемала, генерал-капитанство Гватемала — 28 августа 1884, Толедо, королевство Испания) — испанский кардинал, доктор обоих прав. Епископ Овьедо с 25 сентября 1857 по 1 октября 1863. Архиепископ Вальядолида с 1 октября 1863 по 5 июля 1875. Архиепископ Толедо и примас Испании с 5 июля 1875 по 28 августа 1884. Кардинал-священник с 13 марта 1868, с титулом церкви Санта-Мария-делла-Паче с 22 ноября 1869.